# Red Rose Speedway
Red Rose Speedway je druhé studiové album anglické skupiny Wings. Vydáno bylo v dubnu roku 1973 společností Apple Records a jeho producentem byl Paul McCartney. Nahráno bylo během roku 1972 v různých londýnských studiích (Abbey Road Studios, Olympic Studios, Morgan Studios, Trident Studios a Island Studio). V americké hitparádě Billboard 200 se umístilo na první příčce, zatímco v britské UK Albums Chart až na páté. V obou zemích dosáhlo zlaté desky.

## Seznam skladeb
Autory všech skladeb jsou Paul a Linda McCartney.
1. „Big Barn Bed“ – 3:48 Paul a Linda McCartneyovi
2. „My Love“ – 4:07 Paul a Linda McCartneyovi
3. „Get on the Right Thing“ – 4:17 Paul a Linda McCartneyovi
4. „One More Kiss“ – 2:28 Paul a Linda McCartneyovi
5. „Little Lamb Dragonfly“ – 6:20 Paul a Linda McCartneyovi
6. „Single Pigeon“ – 1:52 Paul a Linda McCartneyovi
7. „When the Night“ – 3:38 Paul a Linda McCartneyovi
8. „Loup (1st Indian on the Moon)“ – 4:23 Paul a Linda McCartneyovi
9. „Medley: Hold Me Tight/Lazy Dynamite/Hands of Love/Power Cut“ – 11:14 Paul a Linda McCartneyovi

## Obsazení
- Paul McCartney – zpěv, klavír, baskytara, kytara, elektrické piano, mellotron, celesta, syntezátor
- Linda McCartney – zpěv, klavír, varhany, elektrické piano, elektrické cembalo, perkuse
- Denny Laine – zpěv, kytara, baskytara, harmonika
- Henry McCullough – kytara, doprovodné vokály, perkuse
- Denny Seiwell – bicí, perkuse
- Hugh McCracken – kytara
- David Spinozza – kytara